# Фёдоров, Евгений Владимирович
Евге́ний Влади́мирович Фёдоров (род. 3 октября 1965, Котлас, Архангельская область) — российский музыкант, автор песен, актёр и кинокомпозитор. Лидер российских групп «Tequilajazzz», «Optimystica Orchestra», «Zorge». В прошлом участник группы «Объект насмешек».

## Биография
Родился 3 октября 1965 года в семье профессиональных музыкантов. Мать — Фёдорова Татьяна Ивановна (р. 1937), преподаватель фортепиано. Отец — Фёдоров Владимир Фёдорович (р. 1941), саксофонист, кларнетист, руководитель джазового оркестра. С ранних лет начал заниматься музыкой, обучался игре на виолончели, фортепиано, трубе. В возрасте 7 лет начал выступать публично с детским хором и оркестром барабанщиков.
В 1979 году вошёл в состав школьной рок-группы, с которой провёл множество выступлений на танцевальных вечерах, концертах, конкурсах молодых талантов. С 16 лет начал исполнять музыку собственного сочинения.
В 1983 году, после неудачной попытки поступления в Ленинградское высшее художественно-промышленное училище им. Мухиной, поступил в Ленинградское областное культурно-просветительное училище на факультет эстрадной и народной музыки. В том же году вошел в состав нью-вейв-группы «КСК». В конце 1983 был отчислен из училища после первого семестра по политическим и идеологическим мотивам. Дальнейшее обучение не продолжил.
С 1986 года с группой «Объект Насмешек» начал активную гастрольную деятельность по всему СССР. Группа имела широкую популярность в стране в годы перестройки, выпустила 4 альбома и распалась в 1991 году.
В 1991—1992 годах во Франции занимался первым сольным проектом «4 Ветра» («les 4 Vents»). В рамках проекта был записан сингл на двух языках и альбом демозаписей. В 1992 году вместе с коллегами по «Объекту насмешек» снялся в фильме Рашида Нугманова «Дикий Восток», для которого написал песни и инструментальную музыку — это стало первой работой в качестве композитора в кино (в титрах указан как автор песен).
В 1993 году основал группу «Tequilajazzz», первый альбом «Стреляли?» был выпущен в 1994-м независимой фирмой «КонтрасПлюс». Основной автор всего музыкального и текстового материала группы «Tequilajazzz».
Начиная с 1998 года работает как композитор в кино, театре, ТВ и в музейном медиа-пространстве.
С 2005 года выступает с сайд-проектом «Optimystica Orchestra».
С 2010 до 2018 года выступал под именем «Zorge» с новыми музыкантами. С группой «Zorge» выпустил два альбома, несколько синглов и EP.
Неоднократно номинировался и получал музыкальные премии как с группами Tequilajazzz и Zorge, так и как сольный артист.

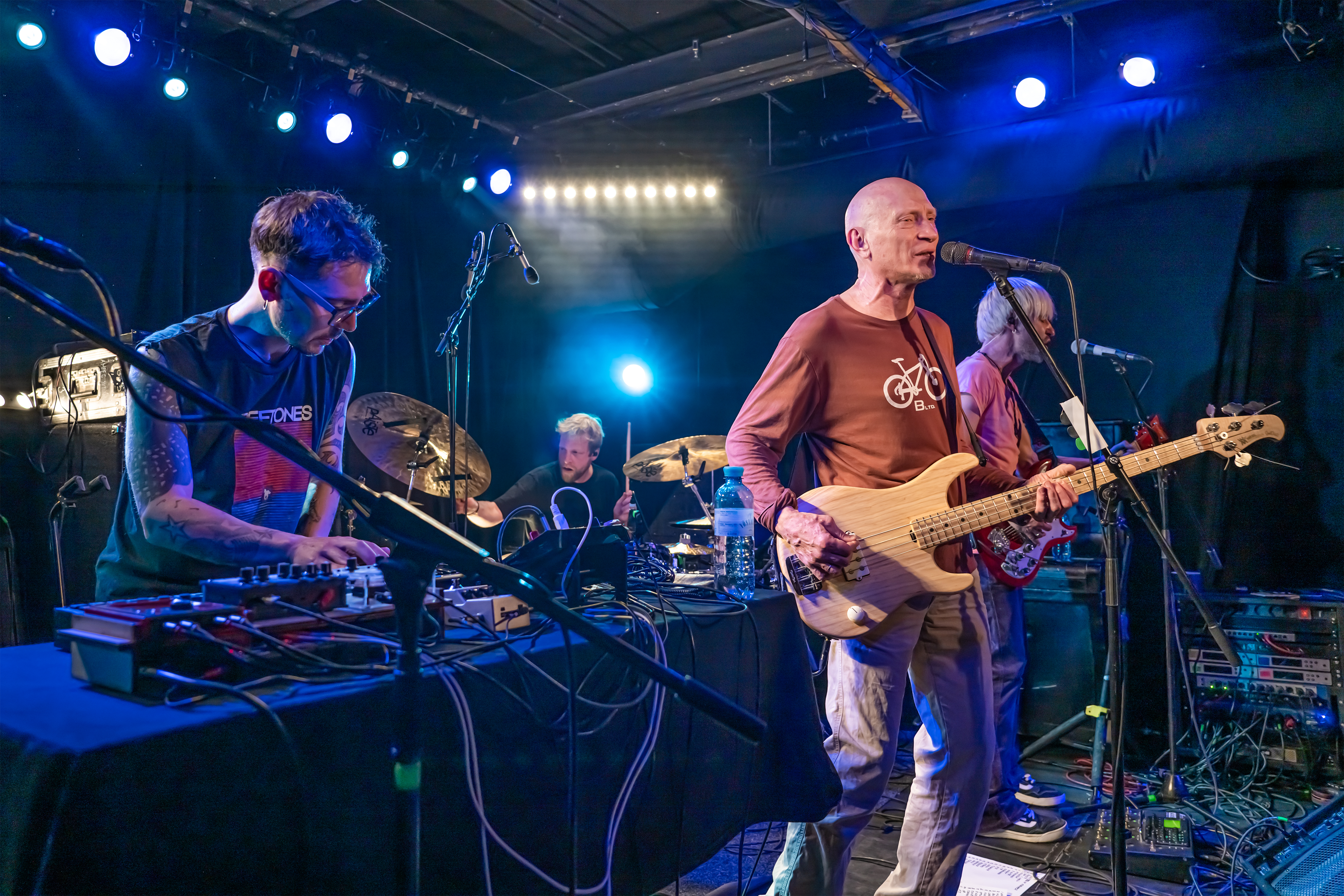
Фёдоров в составе Tequilajazzz во время концерта группы в Берлине, апрель 2024 г.

В 2022 году началась подготовка второй части трибьюта «Выход Дракона» памяти Рикошета и группе «Объект насмешек». Музыканты группы «Кино» и Евгений Фёдоров записали новую версию песни «Любовь к оружию» из альбома «Жизнь настоящих ковбоев» (1988). Также в 2022 году, через неделю после начала российско-украинской войны, после того, как в его адрес стали поступать многочисленные угрозы, Евгений Фёдоров уехал из России. С ноября 2023 года ведёт на «Медузе» вместе с журналистом Александром Филимоновым подкаст «Кроме звёзд».

## Фильмография
Автор музыки к фильмам и телесериалам:
- Дикий восток — реж. Р. Нугманов, Казахфильм 1992
- Упырь — реж. С. Винокуров, Киностудия им. Горького 1997
- Тело будет предано земле, а старший мичман будет петь — реж. И. Макаров, Студия Горького /студия «Жесткое время»1997
- Железная пята олигархии — реж. А. Баширов, студия Дебоширфильм 1998
- Тайны следствия — 1, 2, 3, 4, 5, 6, 7, 8, 9, 10, 11, 12, 13, 14, 15 — студия «Панорама», 1999—2015
- ПЕИЗАЖ С УБИЙСТВОМ — реж. И. Макаров, Студия Панорама 2001
- МЕЧТА — реж. С. Снежкин, Ленфильм, студия Бармалей 2002
- ОСОБЕННОСТИ НАЦИОНАЛЬНОЙ ПОЛИТИКИ — реж. Д. Месхиев, «А.Т.К. — Студио» 2003
- УДАЧИ ТЕБЕ, СЫЩИК! — реж. А. Баширов, «Киноартстудия» при участии ООО "Кинокомпания «Медиаком» 2003
- НЕ ССОРЬТЕСЬ, ДЕВОЧКИ! — реж. И. Николаев, Студия Панорама 2003
- ВИНТОВАЯ ЛЕСТНИЦА — реж. Д. Парменов, Студия Панорама 2004
- ВЫЗОВ — реж. А. Артамонов, А. Назикян, А. Петрас, Компания «Intra Communications, Inc» 2006
- РАТАТУЙ — реж. Р. Смирнов , Кинокомпания ГлаГолФильм 2006
- ПАТРУЛЬ — реж. И. Макаров, Зигзаг по заказу Централ Партнершип 2006
- СКУЛЬПТОР СМЕРТИ — реж. А. Петрас, Intra Communications 2007
- ГОНЧИЕ — реж. В. Лавров, Студия Панорама 2007
- ВЫЗОВ-2 — реж. А. Назикян, Югра 2009
- СТЕКЛЯННАЯ ЛАМПА — реж. Н. Чепурышкин 2009
- 44500 MAX / THE PERFUMER — реж. Jari Kokko, "Kinokokko’ Finland 2009
- ФОРМАТ А4 — реж. А. Либенсон, Триикс Медиа 2011
- КОМА — реж. А. Либенсон, студия «Ф.А.Ф.» 2012
- ХРАБРЫЕ ЖЕНЫ — реж. О. Кандидатова, Студия Панорама 2018
- ГЕНИЙ — реж. О. Кандидатова, Студия Панорама 2017
- ЛИЧНОСТЬ НЕ УСТАНОВЛЕНА — реж. А. Либенсон, «Студия Бонанза», «58,5 продакшн» 2017
- НЕВОД — реж. А. Стреляная, Инвада Фильм 2017
- НИЧЬЯ ЗЕМЛЯ — реж. А. Либенсон, студия «Артель», кинокомпания «Точка» 2022
- ЭКСПОНАТЫ — реж. О. Кандидатова, Епик Медиа, Петрофильм продакшн 2022
- УЕЗДНЫЙ ГОРОД N — реж. А. Рыбин Ленфильм 2020
- FUZZFILM — РОК 90-x. ДОКУМЕНТАЛЬНЫЙ ФИЛЬМ, 2002
- ВОСХОЖДЕНИЕ. АЛЬПИНИСТСКАЯ ЭКСПЕДИЦИЯ В ГОРАХ КАБАРДИНО-БАЛКАРИИ (не закончен), 2002
- «СТАЧКА». ЖИВОЙ САУНДТРЕК К ФИЛЬМУ СЕРГЕЯ ЭЙЗЕНШТЕЙНА, 2001—2003

Номинирован на премию «Золотой Овен» за лучшую музыку к фильму «Железная Пята Олигархии» (1998).
В те же годы стал автором музыки для спектаклей:
- ГОЛЬ, Театр на Литейном — реж. Р. Смирнов , 1999
- ВИШНЕВЫЙ САД, Александринский театр — реж. Р. Смирнов, 2002
- КОРОЛЬ ЛИР, Театр на Васильевском — реж. Р. Смирнов, 2003
- НОРА (КУКОЛЬНЫЙ ДОМ), Александринский театр — реж. А. Галибин, 2007
- ICE AND CLOUDS / BORDERS — CONTROL OR ROCK’N’ROLL? ICE SCATING SHOW — Barents Spektakel, Kirkenes, Norway 2009

Стал автором звукового сопровождения для выставок:
- «КУРСК. НЕВИДИМАЯ МИССИЯ». ВЫСТАВКА, ПОСВЯЩЕННАЯ ПОДЪЕМУ АПЛ КУРСК, особняк Боссе, Санкт-Петербург, 2002

- ФОТОВЫСТАВКА «НОВЫЙ ЭРМИТАЖ», 2006, Государственный Эрмитаж, Санкт-Петербург. Фото — Юрий Молодковец, музыка — Евгений Федоров, пространственные решения — «Витрувий и сыновья»
- «KONSTAMBULANCE» — выставка-аукцион в поддержку Украины, Kronhuset, Gothenburg, Sweden, 2022

## Дискография

### Объект насмешек
- Смеётся О. Н. — ОН смеётся последним (1986)
- Гласность (1987)
- Жизнь настоящих ковбоев (1988)
- Сделано в джунглях (1990)
- Телетеррор (2008)
- Выход Дракона-2 (2023, трек «Любовь к оружию»)

### Tequilajazzz

#### Студийные альбомы
- Maximinor (1993)
- Стреляли? (1995)
- Вирус (1997)
- Целлулоид (1998)
- Пять лет тишины (1999)
- 150 миллиардов шагов (1999)
- Выше осени (2002)
- Журнал живого (2009)
- Небыло (2018)
- Камни (2021)

#### Компиляции
- Молоко (2000)
- Избранное. Нами (2002)

#### EP
- Абориген (1995)
- Virus Versus Virus (1997)
- Авиация и артиллерия (1997)
- Маленькая ложь (2000)
- Бонни (2019, Youtube Only)

#### Сингл
- Berlin (2007)

### Zorge
- Крым (EP) (2010)
- Формула (EP) (2011)
- Zorge (2011)
- Тайна и секрет (EP) (2013)
- Что мы знаем о равновесии? (2013)
- Звезда и мосты (EP) (2019)

### Optimystica Orchestra
- ПОЛУБОГИ ВИНА, 2005
- ИДУ НАЛЕГКЕ (EP), 2010
- МАЛЕНЬКАЯ ХОНДА (EP), 2015
- СОЛЁНЫЙ КАК СОЛНЦЕ, 2016
- ВСЕ, ЧТО ДЕЛАЕТ РЕКА, 2016
- ДОЖДЬ/ЛЕНЬ (EP), 2018
- НЕМНОГО НАВЕК (EP), 2021

## Проект Zorge Mongoloid
- Эпизод I . «Обратное Неверно»
- Эпизод II. «Железные Звезды»
- Эпизод III. «Воды как степи»
- Эпизод IV. «Бухта спокойствия»
- Эпизод V. «Вода и Песок»
- Эпизод VI. «Бумажный Мир»

## Совместное творчество
- Машнинбэнд — Тихо в Лесу, 1994
- Колибри — Бес Сахара, 1997
- Борис Гребенщиков — Афанасий Никитин — Буги Или Хождение За Три Моря — 2, 1998
- Тандем — Суперхит (Вибратор), 1998
- Аквариум — Скорбец, 1999
- Markscheider Kunst — Просто Ни о Чем, 2000
- Чайф — Время Не Ждёт (Poborol Sisterz), 2000
- Вячеслав Бутусов — Берег (Тихие Игры), 2001
- INTERZONA — Живая Пуля, 2001
- Рикошет — Не Зови с Собой (Не Снимать! Чёрные Очки), 2002
- ТОРБА-НА-КРУЧЕ — Номера, 2002
- SPB SKA JAZZ REVIEW — SPb Ska Jazz Review, 2002
- CLEANING WOMEN — Текниград (Aelita: The Queen Of Mars), 2004
- SPB SKA JAZZ REVIEW — Too Good To Be True, 2004
- КОРОЛЬ И ШУТ — Хороший пират — Мертвый пират (Бунт На Корабле), 2004
- ЛЕНА ТЭ — Инопланетя-Ниен (Любови), 2005
- АЛИСА — Рок-н-Ролл — Это…, 2006
- SEVA AND THE MOLKENTEENS — Эйяфьядлайёкюдль, 2010
- ПОЛЮСА — Светает (live), 2014
- AMOR ENTRAVE — Корабли, 2015
- Kirov, Tequilajazzz, Евгений Фёдоров — Вдохновение (2015)
- Борис Гребенщиков — Террариум (2015)
- Кино, Евгений Фёдоров — Любовь к оружию (переиздание) (2022)

## Tribute

### TEQUILAJAZZZ
- СТРАННЫЕ СКАЧКИ. Светлой Памяти В.Высоцкого — Большой Каретный, 1996
- ПАРК МАЙКСКОГО ПЕРИОДА — Я Знал, Позвони Мне Рано Утром, Я Забываю, 1997
- ДЕПЕША ДЛЯ DEPECHE MODE — Condemnation, 1998
- КИНОПРОБЫ — Транквилизатор, 2000
- ФЕСТИВАЛЬ БИТЛОМАГИЯ В ДК ЛЕНСОВЕТА, 2008
- СОХРАНИ МОЮ РЕЧЬ НАВСЕГДА. К 130-летию О. Мандельштама — Не Говори Никому, 2021

### ZORGE
- БЫСТРЫЙ СВЕТЛЫЙ. Re:Аквариум, 2012
- ЖАЖДА. НАУТИЛУС XXX ЛЕТ, БКЗ ОКТЯБРЬСКИЙ, 2013

## Награды и номинации
- Золотой Овен — лучшая музыка к фильму 1998 , «Железная Пята Олигархии», номинация (Евгений Федоров)
- Золотая Горгулья — легенда 2008
- Степной Волк — слова 2010, номинация
- GQ — музыкант года 2010, номинация
- TЭФИ — лучший криминальный сериал 2016, «Тайны Следствия» (Евгений Федоров, коллектив создателей)